# Sofonisba Anguissola
Sofonisba Anguissola (ur. ok. 1532 w Cremonie, zm. 1625 w Palermo) – włoska malarka epoki renesansu.

## Życiorys
Pochodziła z arystokratycznego rodu i podobnie jak jej liczne rodzeństwo posiadała uzdolnienia artystyczne. Ojciec Amilcare Anguissola wspierał ją w rozwoju talentu malarskiego. W latach 1546 - 49 uczyła się w pracowni Bernardina Campi. Po wyjeździe swojego dotychczasowego nauczyciela do Rzymu uczyła się u Bernardina Gattiego. Ojciec był promotorem jej sztuki, m.in. pomagał jej zdobywać prestiżowe i intratne zamówienia na portrety członków rodów królewskich i arystokracji. Dokonania Anguissoli zyskały uznanie malarza i rzeźbiarza renesansowego Michała Anioła. W 1559 roku jako uznana malarka została zaproszona na królewski dwór hiszpański przez króla Filipa II. Po śmierci swej protektorki i uczennicy w 1573 roku - królowej Elżbiety de Valois, opuściła Madryt. Była dwukrotnie zamężna, najpierw z Sycylijczykiem Don Fabrizio de Moncadagda, a potem z genueńczykiem Oraziem Lomellino.  

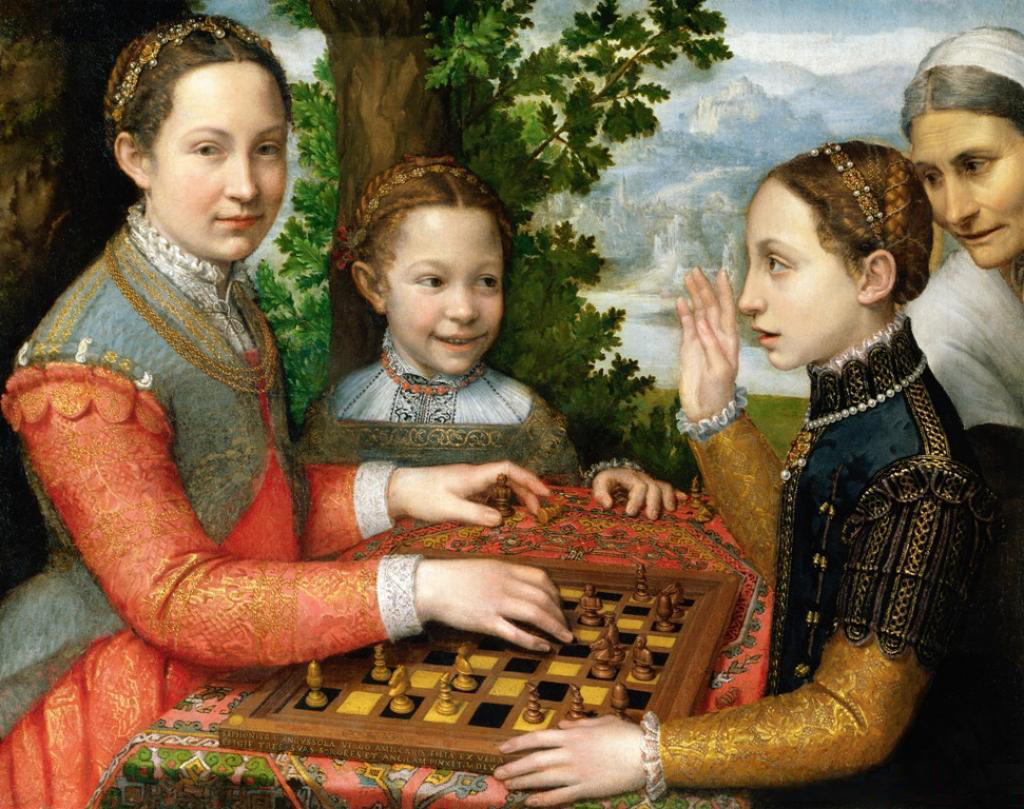
Gra w szachy, 1555, Galeria Malarstwa i Rzeźby Muzeum Narodowego w Poznaniu

W późnych latach swego życia (dożyła ponad 92 lat) straciła wzrok. W 1624 roku odwiedził ją Antoon van Dyck, co uwiecznił w  swoim włoskim szkicowniku.  Niewielki namalowany przez niego portret odkryto w Knole House w Wielkiej Brytanii. Zmarła w Palermo. 

## Upamiętnienie
W kościele San Giorgio dei Genovesi, w prawej nawie znajduje się tablica, którą umieścił tam w setną rocznicę urodzin (1632) jej drugi mąż  "Alla moglie Sofonisba, del nobile casato degli Anguissola, posta tra le donne illustri del modo per la bellezza straordinarie doti di natura, e tanto insigne nel ritrarre le immagini umane che nessuno del suo tempo potè esserle pari, Orazio Lomellini, colpito da immenso dolore, pose questo estremo segno di onore, esiguo per tale donna, ma il massimo per i comuni mortali” co można przetłumaczyć  "Mojej żonie Sofonisbie, ze szlachetnego rodu Anguissolów, najsławniejszej wśród znamienitych kobiet dzięki urodzie i niezwykłym darom natury, i tak wybitnej w malowaniu wizerunków ludzi, że nie miała za życia sobie równych, Orazio Lomellini, dotknięty ogromnym bólem umieścił ten znak pamięci, skromny dla takiej kobiety, ale największy dla zwykłych ludzi”.

## Obrazy w Polsce
W Polsce obrazy Sofonisby posiadają: 
- Muzeum Narodowe w Poznaniu - Gra w szachy z 1555 roku. Na obrazie zostały namalowane trzy siostry malarki i ich opiekunka[7]. Europa i Minerwa grają w szachy, ale wg specjalistów namalowana partia nie mogła być rozegrana. W sztuce i literaturze włoskiego renesansu "gra szachy (...) jest grą życia. To ludzie są rzuceni na planszę, stosują różne posunięcia, roszady, zbijają się, walczą ze sobą, stwarzają różne przedziwne sytuacje i … odchodzą"[8].
- Muzeum na zamku w Łańcucie - Autoportret z 1554 roku. Obraz wisi na ścianie tzw. Czerwonego korytarza[3]. Obraz kupiła prawdopodobnie księżna Izabella Lubomirska[3].
- Portret mężczyzny z córką. Muzeum Narodowe w Warszawie[9].